# Danh sách quân chủ Lesotho
Dưới đây là danh sách quốc vương Lesotho (còn được biết đến với cái tên Basutoland cho đến khi Lesotho độc lập năm 1966).

## Danh sách vua hoặc thủ lĩnh tối cao của Basutoland (1822-1966)
| Tên                                     | Tuổi                                               | Thời gian cai trị                          | Chân dung   |
| --------------------------------------- | -------------------------------------------------- | ------------------------------------------ | ----------- |
| Moshoeshoe I                            | 1786 - 17 tháng 3 năm 1870 (84 hoặc 85 tuổi)       | 1822 - 18 tháng 1 năm 1870                 | không khung |
| Letsie I                                | 1811 - 20 tháng 11 năm 1891 (80 hoặc 81 tuổi)      | 18 tháng 1 năm 1870 - 20 tháng 11 năm 1891 |             |
| Lerotholi Letsie                        | 1836 - 1905 (tuổi 69 hoặc 70)                      | 20 tháng 11 năm 1891 - 19 tháng 8 năm 1905 |             |
| Letsie II                               | 1867 - 1913 (tuổi 46 hoặc 47)                      | 21 tháng 8 năm 1905 - 28 tháng 1 năm 1913  |             |
| Nathaniel Griffith Lerotholi            | 1870 - 1939 (tuổi 69 hoặc 70)                      | 11 tháng 4 năm 1913 - Tháng 7 năm 1939     |             |
| Simon Seeiso Griffith                   | 1905 - 26 tháng 12 năm 1940 (35 hoặc 36 tuổi)      | 3 tháng 8 năm 1939 - 26 tháng 12 năm 1940  |             |
| Gabasheane Masupha (nhiếp chính)        | Mất tháng 9 năm 1949                               | 26 tháng 12 năm 1940 - 28 tháng 1 năm 1941 |             |
| 'Mantšebo Amelia 'Matšaba (nhiếp chính) | 1902 - 1964 (62 hoặc 63 tuổi)                      | 28 tháng 1 năm 1941 - 4 tháng 10 năm 1966  |             |
| Moshoeshoe II                           | 2 tháng 5 năm 1938 - 15 tháng 1 năm 1996 (57 tuổi) | 12 tháng 3 năm 1960 - 4 tháng 10 năm 1966  | không khung |

## Danh sách vua Lesotho (1966 - nay)
| Tên                          | Tuổi                                               | Thời gian cai trị                          | Chân dung   |
| ---------------------------- | -------------------------------------------------- | ------------------------------------------ | ----------- |
| Moshoeshoe II (bị phế truất) | 2 tháng 5 năm 1938 - 15 tháng 1 năm 1996 (57 tuổi) | 4 tháng 10 năm 1966 - 12 tháng 10 năm 1990 | không khung |
| Letsie III (thoái vị)        | 17 tháng 7 năm 1963 (57 tuổi)                      | 12 tháng 11 năm 1990 - 25 tháng 1 năm 1995 | không khung |
| Moshoeshoe II (lần 2)        | 2 tháng 5 năm 1938 - 15 tháng 1 năm 1996 (57 tuổi) | 25 tháng 1 năm 1995 - 15 tháng 1 năm 1996† | không khung |
| Letsie III (lần 2)           | 17 tháng 7 năm 1963 (57 tuổi)                      | 7 tháng 2 năm 1996 - nay                   | không khung |

## Cờ hoàng gia Lesotho

Cờ hoàng gia Lesotho từ 1966 đến 1987.
Cờ hoàng gia Lesotho từ 1987 đến 2006.
Cờ hoàng gia Lesotho từ 4 tháng 10 năm 2006.